# Jöran Nilsson Galle
Jöran Nilsson Galle, även känd som "Näslösken", var en av de åtalade i den berömda häxprocessen i Katarina under det stora oväsendet.
Han var murmästare till yrket. Han gifte sig 1667 med Brita Zippel. Han led av syfilis som hade till följd att han förlorat näsan, och kallades för Näslösken. År 1675 tycks han ha varit fattig och ha svårt att försörja sig och sin familj, kanske på grund av sitt hälsotillstånd. 
Hans maka tillhörde de första som åtalades för trolldom i häxprocessen i Katarina 1675. Han utpekades som delaktig i hennes brott och greps och åtalades för häxeri. Flera av barnvittnena uppgav att de hade sett honom i Blåkulla. De konkreta anklagelserna mot honom var dock inte att han ska ha fört barn till Blåkulla utan att han hade anlitat personer att utföra besvärjelser åt honom. Han angav själv ett flertal medbrottslingar. 
Hans fall drog dock ut på tiden och sköts upp, och vid den tidpunkt det var tänkt att komma upp i rätten, hade häxprocessen upplösts genom avslöjandet av barnvittnenas mened 11 september. Han tillhörde då de sjutton återstående åtalade som frigavs när processen upphörde, och frikändes redan 19 september. 